# Lauterbrunnental
Het Lauterbrunnental is een dal in de Berner Alpen in Zwitserland. Door het dal stroomt de Weisse Lütschine van zuid naar noord. Het ganse dal vormt de gemeente Lauterbrunnen met de nederzettingen Lauterbrunnen, Wengen, Mürren, Gimmelwald, Isenfluh en Stechelberg.
Het Lauterbrunnental is een klassiek voorbeeld van een trogdal, een U-vormig dal uitgesleten door gletsjererosie. Langs de steile dalranden komen grote aantallen watervallen naar beneden, waaronder de bekende Staubbachfall, Trümmelbachfälle en de hoogste waterval van Zwitserland, de Mürrenbachfall. Het dal loopt dood op de hoofdketen van de Berner Alpen waarvan opvallendst de Jungfrau (4158 m) duidelijk zichtbaar is. 
De dorpen Mürren en Wengen zijn bekende wintersportplaatsen. Het dal is via de Kleine Scheideggpas verbonden met Grindelwald in het oosten; over deze pas ligt de Wengernalpbahn, een tandradbaan. Er zijn kabelbanen naar de Männlichen (2343 m) en de Schilthorn (2970 m). Via een aantal alleen te voet bereikbare passen is het Lauterbrunnental verbonden met het Kiental in het westen.